# فهرست نمایندگان دوره نخست مجلس شورای اسلامی
نمایندگان دور اول مجلس شورای اسلامی که انتخابات آن در ۲۴ اسفند ۱۳۵۸ برگزار و اولین جلسه آن در ۷ خرداد ۱۳۵۹ به تعداد ۲۴۳ نفر بودند که اسامی آنها به ترتیب زیر است:

## آ، ا، ب، پ، ت، ث
آ
- عبدالحمید آقارحیمی - استان کرمان (شهربابک)
- محمدتقی آل سیدغفور - استان خوزستان (شوشتر)
- سید حسن آیت - استان تهران (تهران)

ا
- حسن ابراهیم حبیبی - استان تهران (تهران)
- عباس ابوترابی‌فرد - استان زنجان (قزوین)
- عباس ابوسعیدی منوچهری - استان کرمان (جیرفت)
- محمد حسین احمدی دانش آشتیانی - استان مرکزی (آشتیان / تفرش)
- محمد احمدی فروشانی - استان اصفهان (همایونشهر)
- عباسعلی اختری - استان خراسان (مشهد)
- محمد اخلاقی‌نیا - استان کرمان (سیرجان)
- ابوالقاسم اخوتیان - استان مازندران (ساری)
- عبدالکریم اربابی - استان سیستان و بلوچستان (چابهار)
- علی اردلان - تویسرکان (به اتهام عضویت در جبهه ملی اعتبارنامه‌اش صادر نشد)
- رحمان استکی - استان چهارمحال و بختیاری (شهرکرد)
- مجتبی استکی - استان چهارمحال و بختیاری (شهرکرد)
- فریدون استکی - استان چهارمحال و بختیاری (شهرکرد)
- عبدالرضا اسدی‌نیا - استان خوزستان (اهواز)
- علی‌اکبر اصغری - استان آذربایجان شرقی (بناب / ملکان)
- رضا اصفهانی - استان تهران (ورامین)
- مرتضی اعظمی لرستانی - استان لرستان (خرم‌آباد)
- کاظم اکرمی - استان همدان (بهار / کبودرآهنگ)
- ابوالحسن الله بداشتی - استان مازندران (نوشهر)
- مرتضی الویری - استان تهران (دماوند)
- عبدالله امامی - استان خراسان (تربت حیدریه)
- محمد امامی کاشانی - استان اصفهان (کاشان)
- سعید امانی - استان تهران (تهران)
- فتح‌الله امیدنجف‌آبادی - استان اصفهان (اصفهان)
- محمدرضا امین ناصری - استان گیلان (آستانه اشرفیه)
- مجید انصاری - استان کرمان (زرند)
- محی‌الدین انواری - استان همدان (رزن)

ب
- محمدرضا باباصفری - استان اصفهان (برخوار)
- علی‌بابا بابایی - استان خراسان (اسفراین)
- مهدی بازرگان - استان تهران (تهران)
- حسین بازقندی - استان لرستان (ازنا / دورود)
- علی‌اصغر باغانی - استان خراسان (سبزوار)
- محمدجواد باهنر - استان کرمان (کرمان)
- محمدهادی برومند - استان لرستان (بروجرد)
- محمدتقی بشارت - استان اصفهان (سمیرم)
- علی‌محمد بشارتی جهرمی - استان فارس (جهرم)
- عباس‌علی بهاری اردشیری - استان مازندران (ساری)
- محمدزید بهبهانی - استان خوزستان (بندر ماهشهر)
- احمد بهرامی - استان کردستان (پاوه)
- مریم بهروزی - استان تهران (تهران)
- حسن بهروزیه- استان آذربایجان شرقی (کلیبر) رد اعتبارنامه در مجلس
- احمد بهشتی - استان فارس (فسا)
- حسین بهشتی‌نژاد - اصفهان (اصفهان)
- شهاب‌الدین بی‌مقدار - آذربایجان شرقی (خاروانا / ورزقان)
- اسدالله بیات - استان زنجان (ماهنشان)
- صلاح‌الدین بیانی - استان خراسان (خواف)
- سرگون بیت‌اوشانا - نمایندگان اقلیت (مسیحیان آشوری / کلدانی)

پ
- رضا پاک‌نژاد - استان یزد (یزد)
- علی‌اکبر پرورش - استان اصفهان (اصفهان)
- علی‌اکبر پوراستاد - استان تهران (تهران)
- حسین پورسالاری - استان کرمان (کهنوج)
- محمدمهدی پورگل - استان گیلان (بندر انزلی)
- سید حسن پورمیرغفاری - استان آذربایجان شرقی (هشترود)
- سید محسن پورمیرغفاری - استان آذربایجان شرقی (تبریز)
- سید حسین موسوی تبریزی (موسوی تبریزی) - استان آذربایجان شرقی (تبریز)

ت
- محمدعلی تاتاری - استان سیستان و بلوچستان (زاهدان)
- بهرام تاج‌گردون - «نماینده کهگیلویه و گچساران»
- مصطفی تبریزی - استان خراسان (بجنورد)
- احمد توکلی

## ج، چ، ح، خ
ج
- میریوسف جابری (بناب)
- حسین جعفری (کرمانشاه)
- محمدمهدی جعفری
- محمد جعفری
- عبدالحسین جلالی

چ
- محمدعلی چراغ‌زاده دزفولی
- مصطفی چمران
- محمدحسین چهرگانی انزایی

ح
- ابوالحسن حائری‌زاده
- محی‌الدین حائری شیرازی
- حسن حبیبی
- فخرالدین حجازی
- هاشم حجازی‌فر
- ارسلان فلاح حجت انصاری
- سیدجعفر حجت کشفی
- محمدجواد حجتی کرمانی
- سجاد حججی
- حسن حسن‌زاده
- سید محمدامین حسنی
- غلامرضا حسنی بزگ‌آباد
- سید احمد حسینی
- سید ابوالحسن حسینی - مازندران (مینودشت)
- سید علی حسینی
- فضل‌الله حسینی برمائی
- سید محمدتقی حسینی طباطبائی
- سید حسن آقا حسینی طباطبایی
- محمدباقر حسینی لواسانی
- سید شمس‌الدین حسینی نائینی
- محمد حسینی‌نیا کجیدی
- سیدحسین حسینی واعظ
- مظاهر حق‌شناس کودهی
- غلامحسین حقانی
- علی حقیقت افشار
- علی حمزه‌ای
- علی اکبر حمیدزاده گیوی
- علیرضا سید هاشم حمیدی
- محمدعلی حیدری
- عباس حیدری

خ
- سید محمد خاتمی
- هراچ خاچاطوریان
- سید هادی خامنه‌ای (استان خراسان (فریمان))
- سید علی خامنه‌ای (استان تهران (تهران))
- سید محمد خامنه‌ای (استان خراسان (مشهد))
- محمد خزاعی
- محمدعلی خسروی
- هرای خلاتیان
- محمد خلیلی
- اسماعیل خوشنویس

## د، ذ، ر، ز، ژ
د
- حامد دامنی
- محمدکاظم دانش
- غلامرضا دانش آشتیانی
- قربانعلی دری نجف‌آبادی
- گوهرالشریعه دستغیب
- محمود دعایی
- علی اکبر دهقان
- عزت‌الله دهقانی
- یدالله دهقانی
- عباس دوزدوزانی
- عبدالحمید دیالمه
- نظرمحمد دیدگاه

ر
- محسن رائی
- محمدرضا راشد
- محمدعلی رجایی
- محمد رجائیان
- حسینعلی رحمانی
- قهرمان رحمانی
- علی‌اصغر رحمانی خلیلی
- سید فخرالدین رحیمی
- سید نورالدین رحیمی
- غلامرضا رحیمی حاجی‌آبادی
- اصغر رستمی
- محمد رشیدیان
- محمود رضائی هنجنی
- علی‌اکبر رضوانی
- سید ابوفاضل رضوی اردکانی
- اسماعیل رفیعیان
- رضا رمضانی خورشیددوست
- محمدتقی رنجبر چوبه
- محسن رهامی
- محمدهاشم رهبری
- حسن روحانی

ز
- سیدصباح زنگنه
- غلام‌عباس زائری
- موسی زرگر
- سید احمد زرهانی
- احمد زمانیان
- رضا زواره‌ای
- شکرالله زینلی

## س، ش، ص، ض
س
- محمدامین سازگارنژاد
- احمد سالک کاشانی
- کاظم سامی
- محمدعلی سبحان‌اللهی
- میرغفار سجادنژاد الوار
- یدالله سحابی
- عزت‌الله سحابی
- احمد سلامتیان
- محمدحسین سلمانی زارجی
- موسی سلیمی کمینی
- عبدالله سوری
- سید تقی خاموشی
- جلیل سیدزاده
- محسن سیدین

ش
- مهدی شاه‌آبادی
- سید حسن شاهچراغی
- سید محمدنقی شاهرخی خرم‌آبادی
- محمد شاورانی
- محمد شجاعی
- صمد شجاعیان
- جعفر شجونی
- جواد شرافت
- عبدالکریم شرعی
- محمد شریعتی دهاقان
- غلامعلی شهرکی
- میربهزاد شهریاری
- محمداسماعیل شوشتری
- عباس شیبانی
- جواد شیرازیان

ص
- رامپور صدر نبوی (رد اعتبارنامه)
- فتحعلی صاحب الزمانی
- محمدحسین صادقی
- قاسم صادقی
- صادق خلخالی
- هاشم صباغیان
- احمد صدرحاج سیدجوادی
- محمدکاظم صبوری
- محمدعلی صدوقی
- عاتقه صدیقی
- ایرج صفاتی دزفولی
- ارسلان فلاح صفائی پورزمانی
- لطیف صفری
- فضل‌الله صلواتی

## ط، ظ، ع، غ، ف، ق
ط
- اعظم طالقانی
- علی طاهری
- رجبعلی طاهری
- نورالدین طباطبایی‌نژاد
- عباس طباطبایی‌نژاد
- مهدی طیب، نماینده نائین
- محمدحسن طیبی

ع
- کامل عابدین‌زاده
- اسدالله عالی‌پور
- عباس عباسی
- محمدرضا عباسی فرد
- سیف‌الله عبدالکریمی
- محمدهادی عبدخدایی
- علی عجم
- سید یونس عرفانی
- سید مجتبی عرفانی
- حبیب‌الله عسگراولادی
- احمد عطاری - استان مرکزی (اراک)
- بهاالدین علم‌الهدی
- محمود علوی
- محمد علی‌نژاد سارخانی
- احمد علیپور
- احمد علیزاده

غ
- سید محمد غرضی
- احمد غضنفرپور
- هادی غفاری
- محمد غفاری
- میراکبر غفاری قره‌باغ
- حسن غفوری‌فرد

ف
- محمد فاضل استرآبادی - استان مازندران (بابل)
- محی‌الدین فاضل هرندی
- اسماعیل فدایی
- اسماعیل فردوسی‌پور
- محمد فرض‌پور ماچیانی
- محمد فروغی
- مرتضی فضل‌علی
- مرتضی فهیم کرمانی
- مصطفی فومنی حائری

ق
- خسرو قشقایی اعتبار نامه وی در مجلس رد شد.
- ابوالفضل قاسمی به اتهام عضویت در جبهه ملی و حزب ایران و ماجرای کودتای نوژه اعتبار نامه‌اش صادر نشد.
- علی قائمی امیری استان مازندران (بابلسر / بندپی)
- عبدالوهاب قاسمی

## ک، گ، ل، م
ک
- سید احمد کاشانی
- مرتضی کتیرائی
- حسین کرمانی
- مهدی کروبی (الیگودرز)
- فؤاد کریمی
- محمدمهدی کریمی
- عمادالدین کریمی بیژنی‌نژاد
- سید جعفر حجت کشفی
- حسین کمالی
- محمدتقی کمالی‌نیا
- سیدمصطفی کیائی
- اسدالله کیان ارثی
- محمد کیاوش
- سید رضا کامیاب

گ
- غفور گرشاسبی
- علی گلزاده غفوری

ل
- حسن لاهوتی اشکوری

م
- احمد مدنی (عدم تصویب اعتبار نامه)
- منوچهر متکی
- عباس متین
- محسن مجتهد شبستری
- محمد مجتهد شبستری
- محمد محمدی گرگانی
- سید محمدحسین محمدی
- یونس محمدی
- سید شهاب محمودی سرتنگی
- مرتضی محمودی
- ابوطالب محمودی
- محمود مروری سماورچی
- داوود مصطفوی سیاهمزگی
- محمدتقی مطهری فریمانی
- عباس مظفر
- عبدالمجید معادیخواه
- علی معرفی‌زاده
- اسماعیل معزی
- علی اکبر معصومی
- مصطفی معین
- علی اکبر معین‌فر
- پرویز ملاپور
- احمد ملازاده
- مهدی قائمی‌فر
- علی ملکوتی
- حسین محلوجی
- رسول منتجب‌نیا
- محمد منتظری
- عطاءالله مهاجرانی
- فضل‌الله محلاتی
- علی موحدی ساوجی
- محمدعلی موحدی کرمانی
- حسین موسوی تبریزی
- حسین موسوی جهان‌آبادی
- محمد موسوی خوئینی‌ها
- محمد موسوی طره
- عبدالواحد موسوی لاری
- فخرالدین موسوی ننه‌کرانی
- احمد مولایی
- علی آل کاظمی
- مجتبی میرجعفری
- عباس میریونسی
- مسلم میرزاپورکلشتری
- سید محمد میلانی حسینی

## ن، و، ه، ی
ن
- غلامحسین نادی
- علی ناری‌زاده
- مصطفی ناصری
- عباس‌علی ناطق نوری
- احمد ناطق نوری
- علی‌اکبر ناطق نوری
- خسرو ناقی
- سید محمدحسن نبوی
- قدرت‌الله نجفی - استان اصفهان (شهرضا- قمشه)
- محمد نصرالهی
- مهدی نصیری لاری
- علی نظری منفرد
- سیدعلینقی نقوی
- حسین نواب
- کاظم نوروزی
- محمد نوروزی

و
- فرج‌الله واعظی
- ابوالقاسم وافی یزدی
- کلیبر وحید مطلب
- علی‌اکبر ولایتی
- سید حسن واعظ موسوی انزابی

ه
- نصرااله هاتفی
- محمدعلی هادی نجف‌آبادی
- باقر هاشمی
- اکبر هاشمی رفسنجانی
- علی هاشمی سنجانی
- حسین هاشمیان
- حسین هراتی
- احمد همتی مشگینی

ی
- علیرضا یارمحمدی
- ابراهیم یزدی
- محمد یزدی
- حسن یوسفی اشکوری